# Hans Lippold
Hans Lippold (Drognitz, 25 de novembre de 1932 - 7 de juliol de 1980) fou un botànic explorador alemany, que va realitzar extenses expedicions a Centreamèrica i Cuba. Gran part de les seves col·leccions botàniques es guarden tant a Viena, com a l'Herbari del Jardí Botànic Nacional de Cuba, l'Havana.

## Algunes publicacions
- 1974. Neue Arten aus der Flora Cubes (Noves Espècies de la Flora de Cuba). Herbarium Haussknecht, Sektion Biologie der Friedrich-Schiller-Universität, 69 Jena

## Eponimia
- Celastraceae: Cassine lippoldii (Bisse) Borhidi[2]

- Fabaceae: Melilotus lippoldianus Lowe[3]

- Lentibulariaceae: Pinguicula lippoldii Casper[4]

- Theophrastaceae: Bonellia lippoldii (Lepper) B.Ståhl & Källersjö[5]